# Keerl (Name)
Keerl ist ein Eigenname, der vor Einführung einer einheitlichen deutschen Rechtschreibung durch den Duden entstand. Keerl ist synonym mit Kerl, Kerrl, Kerll zu verwenden und ist von Karl abgeleitet. Diese Wortgruppe wurde früher gerne von Rittern als Name verwendet. Sie wurde mit Stärke und Macht gleichgesetzt.

## Familienname
Die Familie Keerl stammt aus Marktsteft, Unterfranken, Bayern. Sie hat eine lange Familiengeschichte, die bis an den Anfang des 16. Jahrhunderts erforscht ist. Das Familienwappen ist aus dem 18. Jahrhundert überliefert und findet sich noch heute in der Friedhofsmauer von Marktsteft in zwei alten Grabsteinen. Es wird bis heute von Familienmitgliedern geführt und ist in der Deutschen Wappenrolle eingetragen.

## Namensträger
- Inès Keerl (* 1965), deutsche Drehbuchautorin